# Курмейка
Курмейка (баш. Ҡормай) — река в России, протекает по Абдулинскому району Оренбургской области. Длина реки составляет 19 км.
Исток реки находится к западу от села Верхний Курмей. Является левобережным притоком реки Каратай-Садак, её устье находится в 6 км от устья реки Каратай-Садак, к востоку от села Егорьевка. Населённые пункты на реке: Верхний Курмей, Нижний Курмей.

## Данные водного реестра
По данным государственного водного реестра России относится к Камскому бассейновому округу, водохозяйственный участок реки — Дёма от истока до водомерного поста у деревни Бочкарёва, речной подбассейн реки — Белая. Речной бассейн реки — Кама.
Код объекта в государственном водном реестре — 10010201312111100024427.